# Andu Kelati
Andu Yobel Kelati (* 13. August 2002 in Frankfurt am Main) ist ein deutscher Fußballspieler.

## Karriere

### Verein
Nach seinen Anfängen in der Jugend des FSV Frankfurt wechselte Kelati im Sommer 2020 in die Herrenabteilung des FSV Frankfurt. Für seinen Verein bestritt er 44 Spiele in der viertklassigen Regionalliga Südwest, bei denen ihm insgesamt zwei Tore gelangen.
Im Sommer 2022 wechselte er zur Zweiten Mannschaft der TSG Hoffenheim und bestritt dort ebenso in der viertklassigen Regionalliga Südwest spielend, insgesamt 65 Spiele bei denen ihm insgesamt 19 Tore gelangen.
Im Sommer 2024 wechselte er zum Erstligisten Holstein Kiel und kam dort auch zu seinem ersten Einsatz im Profibereich, als er am 24. August 2024, dem 1. Spieltag, bei der 2:3-Auswärtsniederlage gegen die TSG Hoffenheim in der 46. Spielminute für Tymoteusz Puchacz eingewechselt wurde.